# Motmos
Motmos (ros. Мотмос) – wieś (sieło) w Rosji, w obwodzie niżnonowogrodzkim, w okręgu miejskim Wyksy. W 2021 liczyła 1963 mieszkańców.